# Frezarka

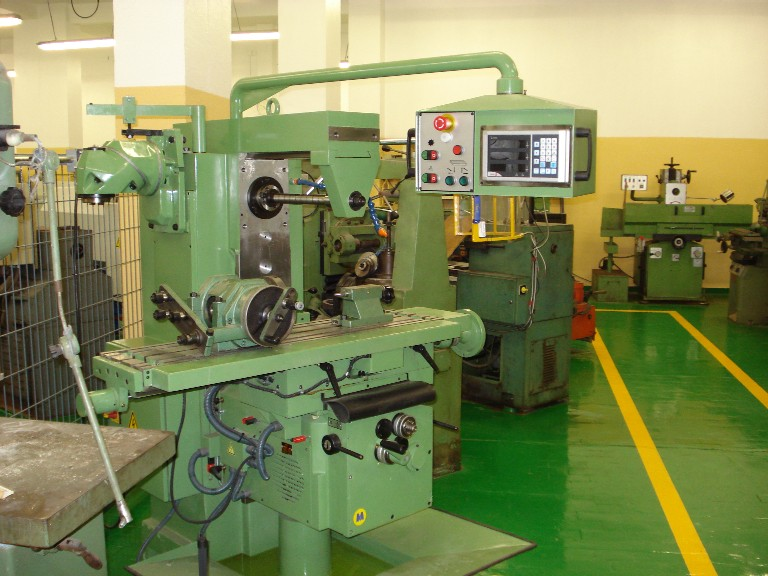
Frezarka uniwersalna, przygotowana do pracy w poziomie. Zdjęta została głowica pionowa, a w centralnym napędzie i podtrzymce zainstalowano długie wrzeciono.

Frezarka – obrabiarka przeznaczona do obróbki skrawaniem powierzchni płaskich i kształtowych takich jak rowki, gwinty, koła zębate. Narzędziem obróbczym stosowanym na frezarce jest frez. Głównym ruchem powodującym skrawanie, jest ruch obrotowy i posuwisty narzędzia względem obrabianego przedmiotu. Obróbka na frezarkach nazywa się frezowaniem.

## Historia
Pierwsza frezarka została opracowana i zbudowana przez amerykańskiego inżyniera Eli Whitney’a w 1818 roku. Frezarka ta realizowała ruch obrotowy freza oraz samoczynny przesuw stołu roboczego. Ponad 40 lat później, w 1862 roku, inny Amerykanin Joseph Rogers Brown uruchomił produkcję frezarki uniwersalnej. W tym okresie powstały konstrukcje frezarek kopiarek, które umożliwiały obróbkę przedmiotu według zarysu przestrzennego wzorca. W 1953 roku, również w USA, wdrożona zostaje pierwsza frezarka automat sterowana elektronicznie. 

## Rodzaje frezarek
Frezarki mogą być jednowrzecionowe lub wielowrzecionowe. Zastosowane sterowanie numeryczne przekształciło konwencjonalną frezarkę w obrabiarkę CNC będącą elementem struktur zintegrowanego wytwarzania CIM.
Najczęściej stosowane frezarki:
- pionowe
- poziome
- uniwersalne
- do drewna

Frezarki
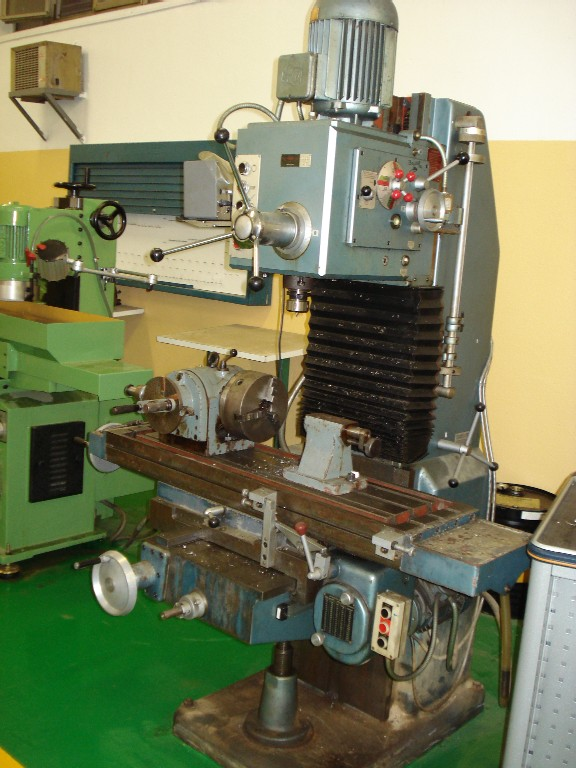
Frezarka pionowa
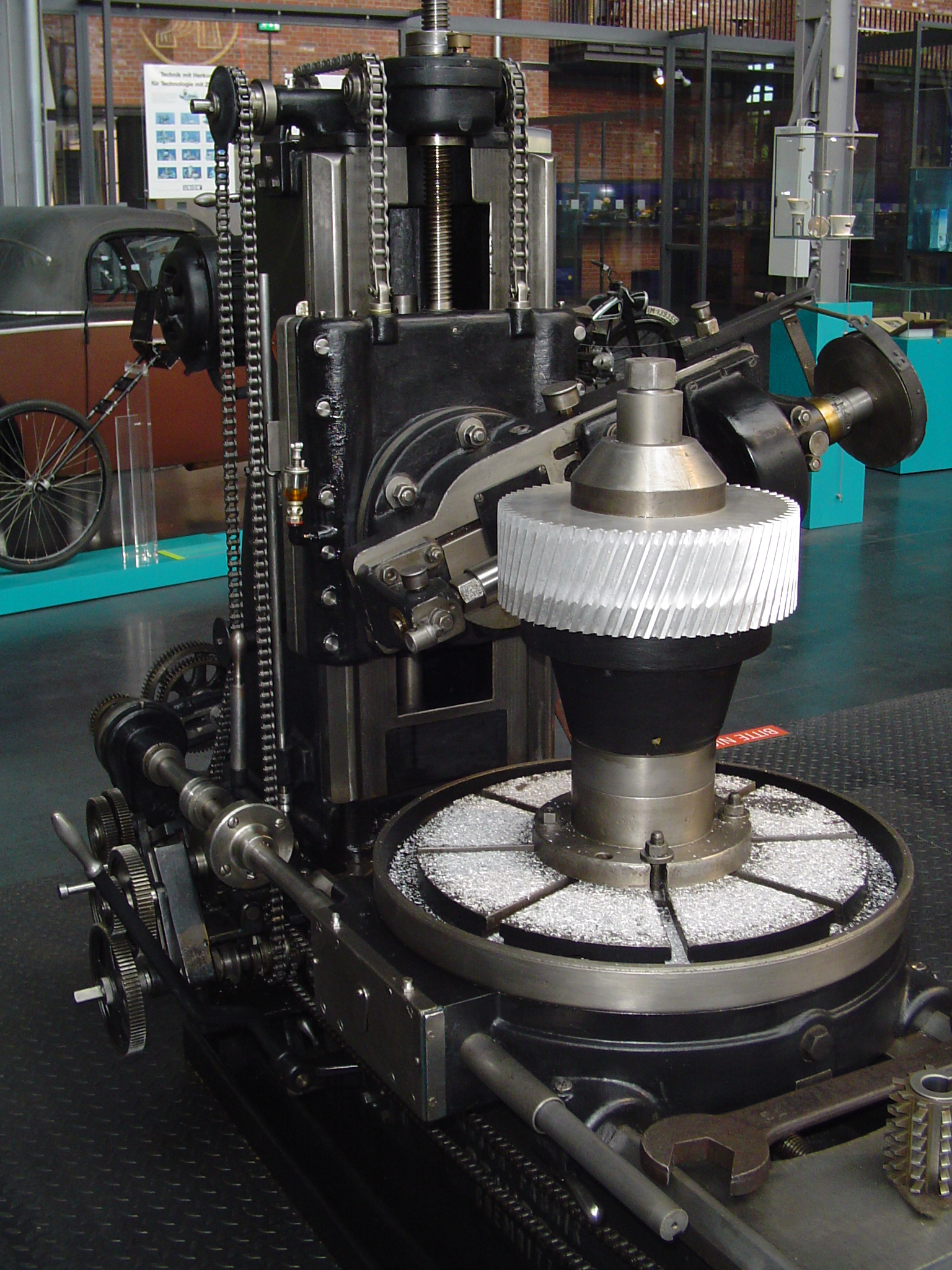
do kół zębatych
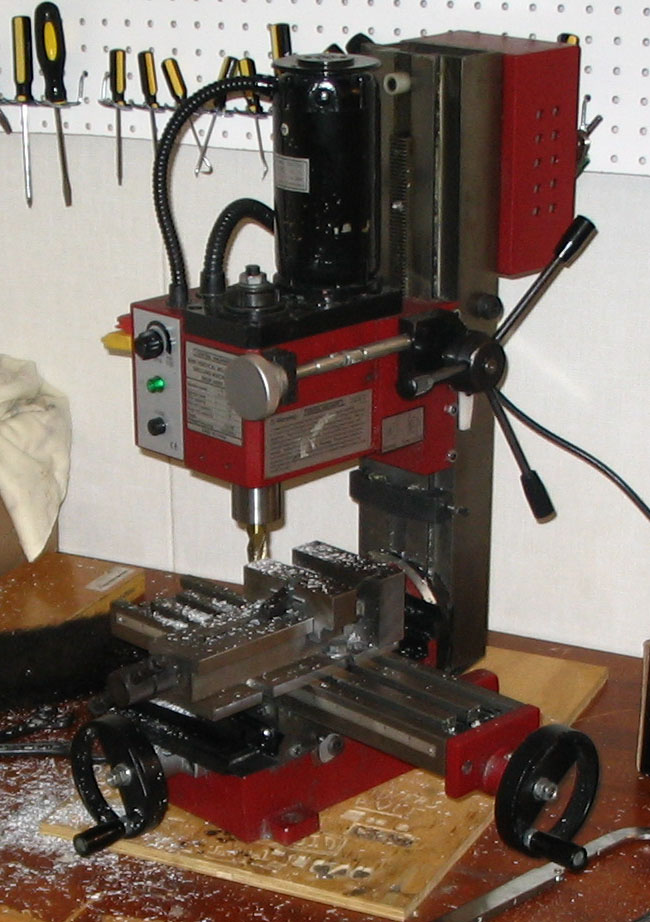
Frezarka stołowa

- do gwintów

Ze względu na wysoką wydajność, wszechstronność i jakość wykonywanej pracy, obecnie frezarki CNC i grawerki CNC są używane w wielu różnych obszarach produkcyjnych.